# Slag bij Orendáin
De Slag bij Orendáin was een veldslag gedurende de Mexicaanse Revolutie. In deze veldslag wist Álvaro Obregón het federale leger van de dictator Victoriano Huerta te verslaan.
In de maanden voorafgaand aan deze veldslag had Obregón al verschillende overwinningen weten te boeken in het oosten van Mexico. Bij Orendáin in de staat Jalisco wist hij het federale leger opnieuw een klap toe te dienen. Achtduizend federalen verloren het leven, en daarnaast wist Obregóns Constitutionalistische Leger verschillende stukken artillerie, munitie en treinen buit te maken. Door deze overwinning kon Obregón de stad Guadalajara innemen. Daar Pancho Villa enkele weken eerder al Zacatecas had ingenomen betekende dit de doodsteek voor Huerta's regime, die op 11 augustus aftrad.